# Världens sämsta indier
Världens sämsta indier är ett svenskt TV-program som hade premiär den 3 oktober 2018 på SVT. Medverkar gör komikern David Batra och Malin Mendel, SVT:s korrespondent i Indien.
I serien får Batra bland annat testa att dricka kourin, bada i floden Ganges och testa på hur det är att vara ståuppkomiker i Bombay.
I augusti–september 2020 sändes en andra säsong. En tredje säsong visas 14 mars–11 april 2023.

## Handling
I första säsongen ska Batra försöka hitta sitt ursprung och förstå Indien bättre. Han tar hjälp av Mendel för att nå målet. I andra säsongen ska Batra med hjälp av Mendel testa om han kan slå igenom som komiker i Indien. I tredje säsongen ska Batra, och Mendel, öppna en restaurang för att se om det kan göra honom till en riktigt indier.